# Chevrolet Corvette C6 ZR1
La Chevrolet Corvette C6 ZR1 est la version la plus performante de la Chevrolet Corvette C6, lancée en 2009.

## Caractéristiques techniques

### Motorisation
Elle est équipée d'un bloc V8 suralimenté d'une cylindrée de 6 162 cm3 développant 647 ch à 6 500 tr/min, pour un couple de 820 N m à 3 800 tr/min.
| Caractéristiques      | Type                                                                                  |
| --------------------- | ------------------------------------------------------------------------------------- |
| Moteur                | V8 6 162 cm3                                                                          |
| Position              | Longitudinale avant                                                                   |
| Bloc                  | Alliage léger                                                                         |
| Culasse               | Alliage léger 16 soupapes 2 x 1 ACT culbuté                                           |
| Alimentation allumage | Gestion électronique intégrale                                                        |
| Suralimentation       | Compresseur Eaton (0,7 bar)                                                           |
| Alésage x course (mm) | 103.25 x 96                                                                           |
| Rapport volumétrique  | 9.0:1                                                                                 |
| Puissance maximale    | 647 ch à 6 500 tr/min                                                                 |
| Transmission          | Propulsion                                                                            |
| Boîte de vitesses     | Manuelle à 6 rapports                                                                 |
| Couple maximal        | 820 N m à 3 800 tr/min                                                                |
| Suspension avant      | Triangles superposés, barre stabilisatrice                                            |
| Suspension arrière    | Triangles superposés, barre stabilisatrice                                            |
| Freins avant          | Disques ventilés carbone/céramique, 394 mm de diamètre, étriers fixes, 6 pistons, ABS |
| Freins arrière        | Disques ventilés carbone/céramique, 381 mm de diamètre, étriers fixes, 4 pistons, ABS |
| Poids                 | 1 519 kg                                                                              |
| Longueur              | 4 459 mm                                                                              |
| Largeur               | 1 927 mm                                                                              |
| Hauteur               | 1 246 mm                                                                              |
| Empattement           | 2 686 mm                                                                              |
| Jantes                | AV: 19 ;AR: 20                                                                        |
| Pneumatiques          | AV: 285/30 ZR 19 ; AR:335/25 ZR 20                                                    |

### Performances
Lors de sa présentation au salon de Détroit 2008, la C6 ZR1 a particulièrement impressionné par la révélation de ses performances sur circuit. Elle a notamment signé en 2008 un temps record de 7 min 26 s 4 sur la célèbre boucle nord du Nürburgring, la Nordschleife. Les nombreuses innovations techniques dont elle dispose ont permis de rendre sa conduite plus accessible et performante : nouvelle gestion du système de suspension Magnetic Ride Control, adoption de freins en carbone/céramique, commande de boîte plus rapide...
La C6 ZR1 s'affiche avec un prix d'environ 105 000 $ aux États-Unis, et 138 000 € en Europe.
- Vitesse maximale : 330 km/h
- 0-100 km/h : 3,33 secondes
- 0-160 km/h : 6,04 secondes
- 0-200 km/h : 8,84 secondes
- 0-300 km/h : 22,84 secondes
- 402 mètres départ arrêté : 10,79 secondes
- 1 000 mètres départ arrêté : 19,20 secondes

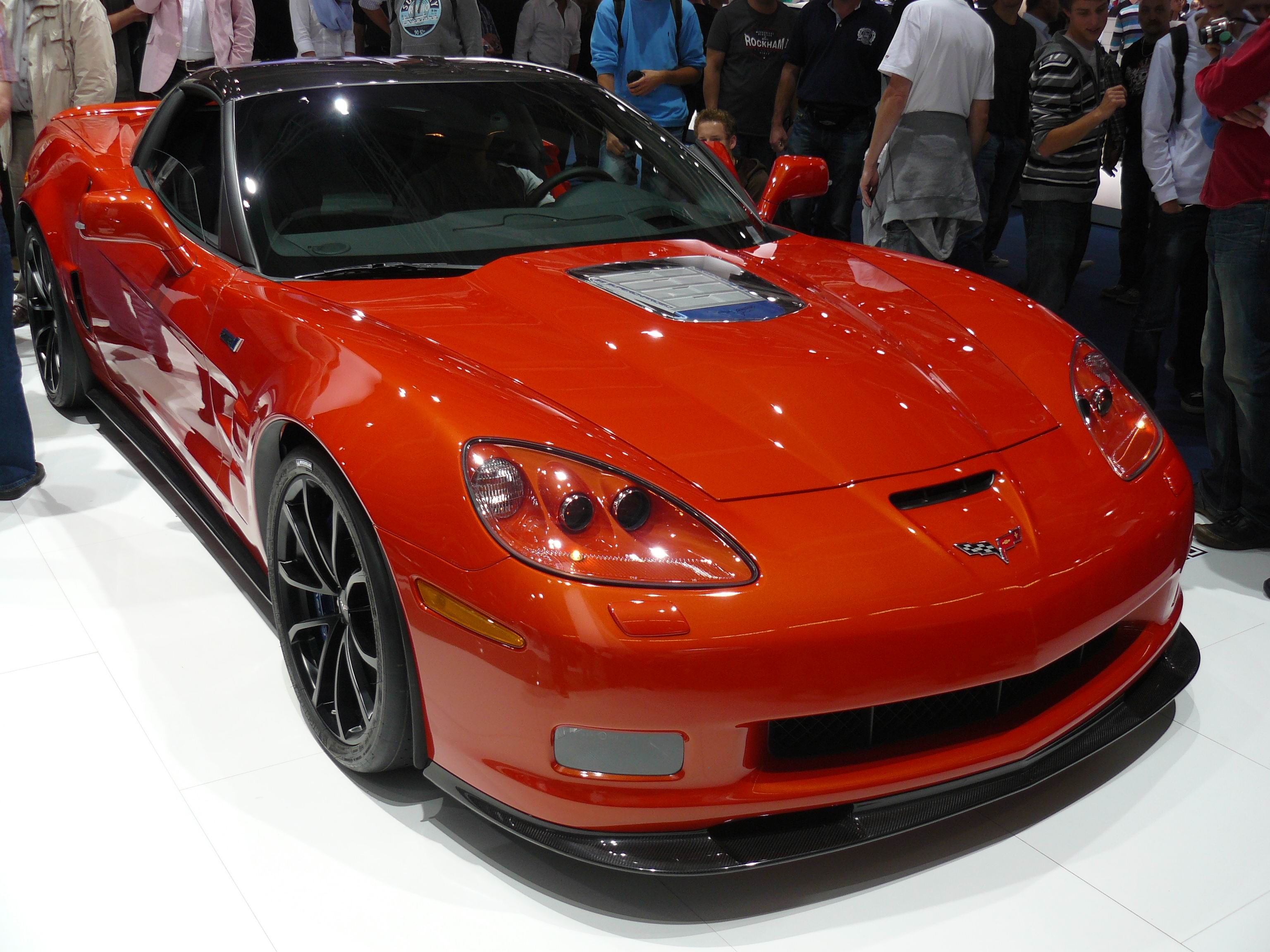
Une C6 ZR1 au salon de Francfort 2011.
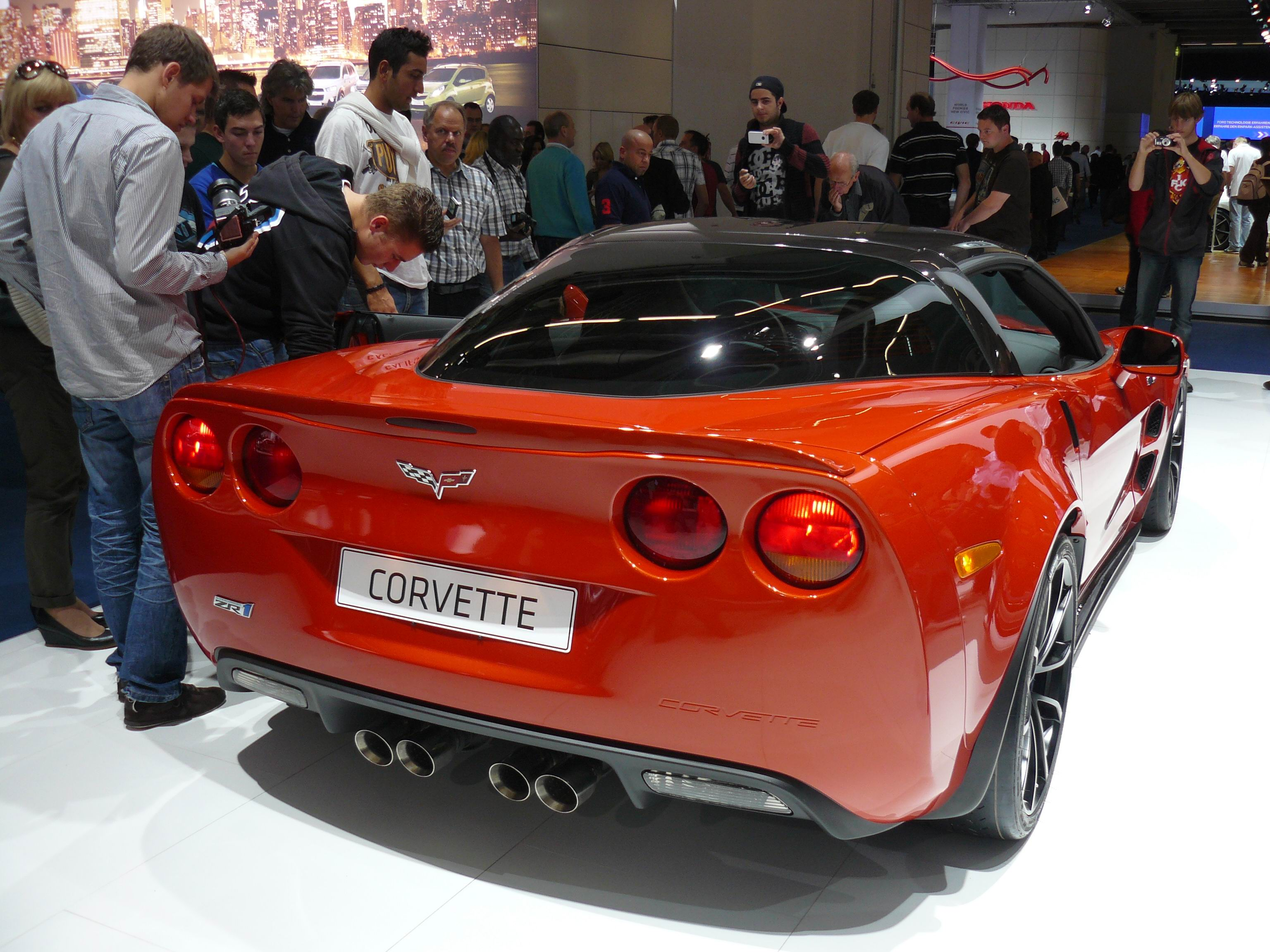
Vue arrière.